# 髙橋秀聡
髙橋 秀聡（たかはし ひであき、1982年8月26日 - ）は、群馬県太田市出身の元プロ野球選手（投手）。右投右打。

## 来歴・人物

### プロ入り前
家庭の事情で、小学校卒業時にインドネシアのジャカルタ日本人学校に在籍。大阪府東大阪市に移住したのを機に、東大阪市立盾津東中学校へ入学した。
中学生時代は3番手投手。普段は外野を守っていたが、肩は強く、投手としても当時から直球が速かったという。大阪府立盾津高校への進学後は、2年春からエースになったが、春・夏ともに甲子園大会へ出場できなかった。
九州共立大学への進学後は、2年生まで福岡六大学野球のリーグ戦で勝ち星を挙げられなかったがものの、3年生の春から頭角を現した。大学選手権では2回戦で先発無失点で勝利し、先輩・馬原孝浩の活躍もあってベスト4。馬原の卒業後には、背番号18のエースとして活躍。サイドスローから140km/h台の速球を投げる右腕投手として、同リーグの公式戦で通算17勝を挙げたことから、プロ球界から即戦力の投手として期待された。
2004年のプロ野球ドラフト会議で、地元の福岡ダイエーホークスから5巡目指名を受けて入団。九州共立大の硬式野球部では、柴原洋・山村路直・新垣渚・馬原に続いて、同会議での指名を経てホークスへの入団を果たした。

### ダイエー・ソフトバンク時代
入団1年目の2005年は、二軍で防御率2.98、リーグ2位の7勝を挙げ、2位の高木康成（オリックス・バファローズ）に61個差の大差をつけて奪三振王を獲得。9月22日に千葉ロッテマリーンズ戦で先発し、チームの連敗を止めるプロ初勝利を挙げた。
先発投手として期待された2006年は、開幕ローテーション入りを果たすものの結果を出せず、登板した4試合全てで黒星を喫した。二軍では防御率3.15でリーグ2位の6勝を挙げ、2位の吉見一起（中日ドラゴンズ）に11個差で2年連続二度目のウエスタン・リーグ奪三振王を獲得した。
2007年は一度も一軍で登板できずにシーズンを終えた。夏場には北京プレオリンピック野球日本代表に選出され、予選リーグの中国戦では大田原隆太の後を受けて1回を無失点に抑え勝利投手となった。また二軍では05年21死球、06年8死球、07年10死球で3年連続最多死球を記録した。
2008年は、1年目以来となる白星を挙げるなど自己最多の20試合に登板。中継ぎとしての起用であったが、7月16日の埼玉西武ライオンズ戦では、前日に予告先発投手として発表されていたリック・ガトームソンが試合前に右内転筋を痛めたため登板を回避、前日の試合にもリリーフで22球を投球していた高橋が緊急で先発マウンドに上がった。二軍では抑えを任されて防御率0.98で8セーブを記録し、一軍でも7月21日のオリックス戦でプロ初セーブを挙げた。
2009年には、2005年以来4年振りに、一軍公式戦への先発で勝利。シーズン通算では3勝を挙げたが、いずれもオリックス戦での勝利だった。
2010年には、4月29日の東北楽天ゴールデンイーグルス戦に先発で登板。一軍公式戦では自己最長の8回を投げるとともに、1失点に抑えて勝利投手になった。

### オリックス時代
2012年、1月17日に金子圭輔との交換トレードでオリックス・バファローズへ移籍。開幕一軍入りを果たし、主にビハインドの場面で登板していたが、4月21日の対北海道日本ハムファイターズ戦で1回2失点と打ち込まれ、5試合で防御率7.36の成績で翌日二軍降格。以後は一軍に再昇格することなくシーズンを終えた。ファームでも27試合で1勝1敗2セーブ、防御率4.50とふるわなかった。
2013年、一軍公式戦への登板機会がないまま、10月7日に球団から戦力外を通告された。

### オリックス退団後
オリックスからの戦力外通告後に12球団合同トライアウトへ参加したが、2014年1月5日に現役引退を表明した。翌日6日からは、プルデンシャル生命保険の日本法人へ勤務する。

## 選手としての特徴
サイドスローから繰り出す最速152km/hの直球と、キレのあるスライダー・カットボールが武器。頻度は少ないが、シンカーも投げた。ウエスタン・リーグ公式戦では2年連続奪三振1位になる一方で、3年連続最多死球を記録。制球力に課題があったことに加えて、被本塁打の多さも難点に挙げられていた。

## 詳細情報

### 年度別投手成績
| 年 度     | 球 団        | 登 板 | 先 発 | 完 投 | 完 封 | 無 四 球 | 勝 利 | 敗 戦 | セ 丨 ブ | ホ 丨 ル ド | 勝 率 | 打 者 | 投 球 回 | 被 安 打 | 被 本 塁 打 | 与 四 球 | 敬 遠 | 与 死 球 | 奪 三 振 | 暴 投 | ボ 丨 ク | 失 点 | 自 責 点 | 防 御 率 | W H I P |
| --------- | ------------ | ----- | ----- | ----- | ----- | -------- | ----- | ----- | -------- | ----------- | ----- | ----- | -------- | -------- | ----------- | -------- | ----- | -------- | -------- | ----- | -------- | ----- | -------- | -------- | ------- |
| 2005      | ソフトバンク | 4     | 3     | 0     | 0     | 0        | 1     | 0     | 0        | 0           | 1.000 | 71    | 14.1     | 15       | 1           | 10       | 0     | 4        | 14       | 0     | 0        | 7     | 7        | 4.40     | 1.74    |
| 2006      | ソフトバンク | 4     | 4     | 0     | 0     | 0        | 0     | 4     | 0        | 0           | .000  | 92    | 21.0     | 22       | 4           | 5        | 0     | 2        | 18       | 1     | 0        | 15    | 12       | 5.14     | 1.29    |
| 2008      | ソフトバンク | 20    | 1     | 0     | 0     | 0        | 1     | 1     | 1        | 3           | .500  | 132   | 31.0     | 29       | 1           | 13       | 0     | 2        | 31       | 1     | 0        | 14    | 14       | 4.06     | 1.35    |
| 2009      | ソフトバンク | 12    | 8     | 0     | 0     | 0        | 3     | 4     | 0        | 0           | .429  | 207   | 47.2     | 43       | 8           | 22       | 0     | 5        | 42       | 2     | 0        | 30    | 26       | 4.91     | 1.36    |
| 2010      | ソフトバンク | 5     | 5     | 0     | 0     | 0        | 2     | 2     | 0        | 0           | .500  | 108   | 24.1     | 29       | 1           | 10       | 1     | 3        | 16       | 1     | 0        | 15    | 15       | 5.55     | 1.60    |
| 2011      | ソフトバンク | 1     | 1     | 0     | 0     | 0        | 0     | 1     | 0        | 0           | .000  | 17    | 3.1      | 6        | 1           | 1        | 0     | 0        | 3        | 1     | 0        | 5     | 5        | 13.50    | 2.12    |
| 2012      | オリックス   | 5     | 0     | 0     | 0     | 0        | 0     | 0     | 0        | 0           | ----  | 17    | 3.2      | 5        | 0           | 2        | 0     | 0        | 2        | 0     | 0        | 3     | 3        | 7.36     | 1.91    |
| 通算：7年 | 通算：7年    | 51    | 22    | 0     | 0     | 0        | 7     | 12    | 1        | 3           | .368  | 644   | 145.1    | 149      | 16          | 63       | 1     | 16       | 126      | 6     | 0        | 89    | 82       | 5.08     | 1.46    |

### 年度別守備成績
| 年 度 | 球 団        | 投手  | 投手  | 投手  | 投手  | 投手  | 投手     |
| 年 度 | 球 団        | 試 合 | 刺 殺 | 補 殺 | 失 策 | 併 殺 | 守 備 率 |
| ----- | ------------ | ----- | ----- | ----- | ----- | ----- | -------- |
| 2005  | ソフトバンク | 4     | 1     | 0     | 0     | 0     | 1.000    |
| 2006  | ソフトバンク | 4     | 0     | 2     | 0     | 0     | 1.000    |
| 2008  | ソフトバンク | 20    | 1     | 5     | 1     | 0     | .857     |
| 2009  | ソフトバンク | 12    | 4     | 6     | 1     | 0     | .909     |
| 2010  | ソフトバンク | 5     | 1     | 3     | 0     | 0     | 1.000    |
| 2011  | ソフトバンク | 1     | 1     | 1     | 0     | 0     | 1.000    |
| 2012  | オリックス   | 5     | 0     | 1     | 0     | 0     | 1.000    |
| 通算  | 通算         | 51    | 8     | 18    | 2     | 0     | .929     |

### 記録
- 初登板・初先発：2005年4月20日、対オリックス・バファローズ6回戦（福岡Yahoo! JAPANドーム）、3回2/3を3失点
- 初奪三振：同上、1回表に村松有人から見逃し三振
- 初勝利・初先発勝利：2005年9月22日、対千葉ロッテマリーンズ20回戦（千葉マリンスタジアム）、5回2/3を1失点
- 初セーブ：2008年7月21日、対オリックス・バファローズ12回戦（福岡Yahoo! JAPANドーム）、9回表2死に5番手で救援登板・完了、1/3回無失点
- 初ホールド：2008年7月26日、対千葉ロッテマリーンズ14回戦（福岡Yahoo! JAPANドーム）、8回表に2番手で救援登板、1回無失点

### 背番号
- 13 （2005年 - 2011年）
- 54 （2012年 - 2013年）

### 登場曲
- サバイバー「アイ・オブ・ザ・タイガー」（2006年 - ）